# Paraboccardia knoxi
Paraboccardia knoxi är en ringmaskart som beskrevs av Rainer 1973. Paraboccardia knoxi ingår i släktet Paraboccardia och familjen Spionidae. Inga underarter finns listade i Catalogue of Life.